# Daphnis minima
Daphnis minima là một loài bướm đêm thuộc họ Sphingidae. Loài này có ở Ấn Độ.
Nó giống với Daphnis placida placida nhưng nhỏ hơn.